# Giuseppe Giliberti (storico)
Giuseppe Giliberti (Napoli, 29 settembre 1950) è uno storico e giurista italiano, attivista per i diritti umani.

## Biografia
Si forma nell'Università degli Studi di Napoli Federico II, dove è allievo di Francesco Paolo Casavola. I suoi studi in materia di diritto romano e di lavoro nel mondo antico sono influenzati dal pensiero di Francesco De Martino.
Nel 1986 viene chiamato ad occupare, come professore associato, la cattedra di Storia della Costituzione Romana all'Università degli Studi di Urbino "Carlo Bo", dove nel 2000 diventa ordinario di Fondamenti del diritto europeo. Ricopre gli incarichi di membro del Consiglio di Amministrazione, Presidente del Corso di Laurea in Cooperazione internazionale, Presidente della Scuola di Giurisprudenza e membro del Consiglio Direttivo del Dottorato in Global Studies.
Un particolare aspetto della sua attività professionale è rappresentato, a partire dalla fine degli anni Ottanta, dall'insegnamento dei diritti umani, cui lo indirizza la sua collaborazione con Amnesty International. Tiene corsi di Diritti fondamentali e di Sviluppo umano nelle Università di Urbino, Bologna, Tarragona, Firenze e Hanoi. Nel 1995 promuove l'istituzione del Premio René Cassin della Presidenza della Regione Emilia-Romagna, del quale è tuttora Coordinatore scientifico.
Dalla fine degli anni Novanta, si occupa sempre più attivamente di relazioni internazionali, soprattutto con l'area mediterranea. A lungo ha l'incarico di Delegato rettorale ai rapporti internazionali dell'Università di Urbino.
Coordina la Rete Tematica Erasmus "Una filosofia per l'Europa", collabora a progetti di cooperazione con il Ministero dell'Università e della Ricerca e con il Ministero degli Affari Esteri. In questo ambito di attività, contribuisce alla creazione di diverse istituzioni per la collaborazione culturale tra l'Unione Europea e i paesi del Sud del Mediterraneo. Tra queste, l'Euro-Mediterranean University di Pirano (Slovenia), di cui è stato Presidente del Management Board dal 2014 al 2019, e la Rete Italiana per il Dialogo Euro-Mediterraneo, della quale è Presidente dal 2019.
Fa parte del Consiglio d'indirizzo della Fondazione Renzo Imbeni per un'Europa dei diritti. Dirige la rivista Cultura giuridica e diritto vivente e la collana di studi euro-mediterranei EPHESO per la Cisalpino-Monduzzi di Milano.

## Opere principali
- Servus quasi colonus. Forme non tradizionali di organizzazione del lavoro nella società romana, Jovene, Napoli, 1981;
- Legatum kalendarii. Mutuo feneratizio e struttura contabile del patrimonio nell’età del Principato, Napoli, Jovene, 1984;
- Diritti umani. Un percorso storico, Thema, Bologna, 1990;
- Le comunità agricole nell’Egitto romano, Loffredo, Napoli, 1993;
- Elementi di Storia del Diritto romano, Giappichelli, Torino, 1994;
- Studi sulla massima “Caesar omnia habet” (Seneca, De beneficiis, 7.6.3), Giappichelli,  Torino, 1996;
- Identité européenne et droits de l’homme, Fondation D. Mitterrand, Paris, 1997;
- “Servi della terra”. Ricerche per una storia del colonato, Giappichelli, Torino, 1999;
- Cosmopolis: politica e diritto nella tradizione cinico-stoica, ES@, Pesaro, 2006;
- La memoria del principe. Studi sulla legittimazione del potere nell’età giulio-claudia, Giappichelli, Torino, 2003;
- Introduzione storica ai diritti umani, Giappichelli. Torino, 2012.